# Utricularia spruceana
Utricularia spruceana este o specie de plante carnivore din genul Utricularia, familia Lentibulariaceae, ordinul Lamiales, descrisă de George Bentham și Oliver. Conform Catalogue of Life specia Utricularia spruceana nu are subspecii cunoscute.